# Serie galvánica
La serie galvánica (o serie electropotential) determina el grado de nobleza o inercia química de los metales y semimetales. A la inversa, dicha serie mide la tendencia de dichos materiales para sufrir corrosión.  Cuando dos metales están sumergidos en un electrolito, a la vez que están conectados eléctricamente, el menos noble (base) experimentará una corrosión galvánica. La velocidad de corrosión galvánica se determina por el electrolito y la diferencia en la nobleza, que se puede apreciar en esta serie.  La diferencia de nobleza se puede cuantificar a partir de la diferencia de sus potenciales de corrosión. La reacción galvánica entre dos metales es una reacción redox y es el principio en que se basan las pilas.

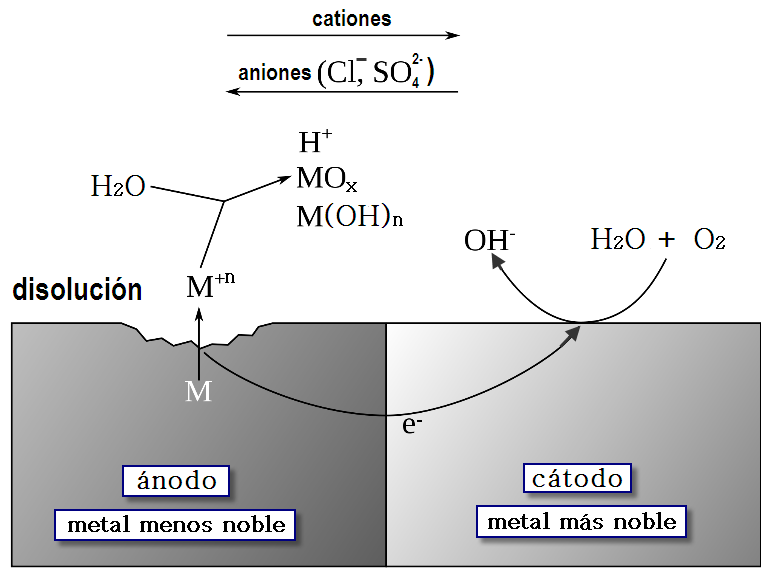
Principio de corrosión galvánica de dos metales en contacto dentro de una disolución de electrolito.

## Serie galvánica
Los metales más nobles aparecen en la parte superior y, puestos en contacto con otros que aparecen más abajo dentro de una disolución de electrolito, son capaces de corroerlos.
La siguiente es la serie galvánica para agua de mar estancada (es decir, con bajo contenido de oxígeno). El orden puede cambiar en diferentes ambientes.
- Grafito
- Paladio
- Platino
- Oro
- Plata
- Titanio
- Acero inoxidable 316 (pasivo)
- Acero inoxidable 304 (pasivo)
- Bronce de silicio
- Acero inoxidable 316 (activo)
- Monel 400
- Bronce fosforado
- Latón Almirantazgo
- Cuproníquel
- Molibdeno
- Latón
- Latón chapado
- Latón amarillo
- Latón naval 464
- Uranio (8% Mo)
- Niobio (1% Zr)
- Wolframio o tungsteno
- Acero inoxidable 304 (activo)
- Tantalio
- Cromo chapado
- Níquel (pasivo)
- Cobre
- Níquel (activo)
- Hierro fundido
- Acero
- Plomo
- Estaño
- Indio
- Aluminio
- Uranio (puro)
- Cadmio
- Berilio
- Recubrimiento de zinc (ver galvanización)
- Magnesio